# Karl, hertig av Burgund
Karl, hertig av Burgund, kallad Karl den djärve (fr. Charles le Téméraire), född 10 november 1433, död 5 januari 1477, hertig av Burgund från 1467 till 1477, son till Filip III (kallad den gode). Bland sina förtalare var han känd som Karl den hemske. 

## Före trontillträdet
Han föddes i Dijon, son till Filip III, hertig av Burgund och Isabella av Portugal.
År 1440 gifte han sig med Katarina av Frankrike, dotter till Karl VII av Frankrike. Hon dog dock redan 1446, då hon bara var 18 år. De fick inga barn. Han gifte om sig med Isabella av Bourbon 1454. Hon var dotter till hans faster och avlägsen släkting till kung Karl VII av Frankrike. De fick dottern Maria som kom att ärva det burgundiska hertigdömet och förde vidare det till huset Habsburg. Han var gift en tredje gång med Margareta av York, syster till de engelska kungarna Edvard IV och Rikard III; även detta äktenskap var barnlöst.

## Hertig av Burgund
Karl ingrep redan som Burgunds tronföljare, då med titeln greve av Charolais i konflikten mellan Frankrike och Burgund, där han stödde den franska feodaladelns liga mot Ludvig XI och därigenom lyckades förlama dennes politik att ge Liège stöd. Han ställde då denna stad under burgundiskt inflytande. Sedan han 1467 efterträtt sin far tillfångatog han Ludvig XI vid en konferens i Péronne, då han misstänkte denne för att ha uppmuntrat Lièges upprorsplaner. 
Förutom hertigdömet Burgund hade Karl ärvt bl.a. de nederländska hertigdömena Flandern, Brabant och Luxemburg; hans landområden bildade en i praktiken självständig stat med Dijon som huvudstad. Hans fortsatta politik gick ut på att förena rikets båda delar, och tillpantade sig 1469 delar av Elsass och erövrade 1473-75 Lothringen. Han planerade även genom sitt giftermål in i huset Habsburg ett förbund med kejsardömet och att skapa sig en betydelsefull position inom detsamma. Trött på Ludvig XI:s ständiga diplomatiska aktioner mot honom på olika håll, avsåg han att vända sig mot denne men skulle först göra processen kort med schweizarna, vilka ständigt, uppmuntrade av Ludvig, oroade de sydöstra delarna av hans rike. Hans trupper var dock inte vuxna den nya taktik, som schweizarna skapat. Han led nederlag i slagen vid Grandson och Murten 1476 samt mot schweizarna och lothringarna i slaget vid Nancy, där han själv stupade.
Karl var en pliktmedveten furste, men hans politiska planer, som saknade all sans och måtta, var omöjliga att realisera med hans rikes resurser. De sista årens motgångar verkar fullständigt ha rubbat hans själsliga balans. Karls hov var centrum för ett glänsande ridderligt liv, där man sökte återuppliva högmedeltidens ideal. Karl hade även betydande kulturella intressen.